# Ollans
Ollans – miejscowość i gmina we Francji, w regionie Burgundia-Franche-Comté, w departamencie Doubs.
Według danych na rok 1990 gminę zamieszkiwały 53 osoby, a gęstość zaludnienia wynosiła 23 osoby/km² (wśród 1786 gmin Franche-Comté Ollans plasuje się na 690. miejscu pod względem liczby ludności, natomiast pod względem powierzchni na miejscu 1005.).